# Chiesa di Santa Caterina (Cantalupo Ligure)
La chiesa di Santa Caterina è la parrocchiale di Cantalupo Ligure, in provincia di Alessandria e diocesi di Tortona; fa parte del vicariato di Arquata-Serravalle.

## Storia
Nel 1572 venne eretta a parrocchiale la chiesa di San Giulio, risalente al XIV secolo e posta accanto al camposanto; di questo edificio sopravvivono ancora dei resti.
Dopo alcuni decenni, nel 1614 la parrocchialità fu trasferita nella cappella di Santa Caterina in paese, sorta nel 1461 e precedentemente dedicata all'Annunciazione.
Nel 1909 l'allora parroco don Forneris diede il via ai lavori di costruzione della nuova chiesa, disegnata dal volparese Luigi Vergagni; tuttavia, lo scoppio della Grande Guerra impose la sospensione dell'opera quando mancavano ancora il pavimento e l'intonaco della cupola, i quali vennero poi realizzati oltre trent'anni dopo.

## Descrizione

### Esterno
La facciata a capanna della chiesa, rivolta a sudovest, presenta al centro il portale d'ingresso timpanato e una finestra quadrilobata ed è scandita da due coppie di semicolonne corinzie sorreggenti la trabeazione e il frontone triangolare.
Annesso alla parrocchiale è il campanile a pianta quadrata, la cui cella presenta su ogni lato una monofora affiancata da lesene ed è coronata dalla cupola a cipolla poggiante sul tamburo.

### Interno
L'interno dell'edificio si compone di un'unica navata, sulla quale si affacciano le cappelle laterali e le cui pareti sono scandite da lesene sorreggenti la trabeazione sopra la quale si imposta la volta; al termine dell'aula si sviluppa il presbiterio, rialzato di alcuni gradini e chiuso dall'abside poligonale. 
Qui sono conservate diverse opere di pregio, tra le quali l'organo, costruito da William George Trice, l'altare della Madonna del Rosario e gli affreschi raffiguranti la vita di Santa Caterina, l'Apparizione della Madonna del Carmine a San Simone Stock e San Giulio che scaccia i serpenti di Orta, eseguiti dal lombardo Francesco Mazzucchi.